# Urian Olofson

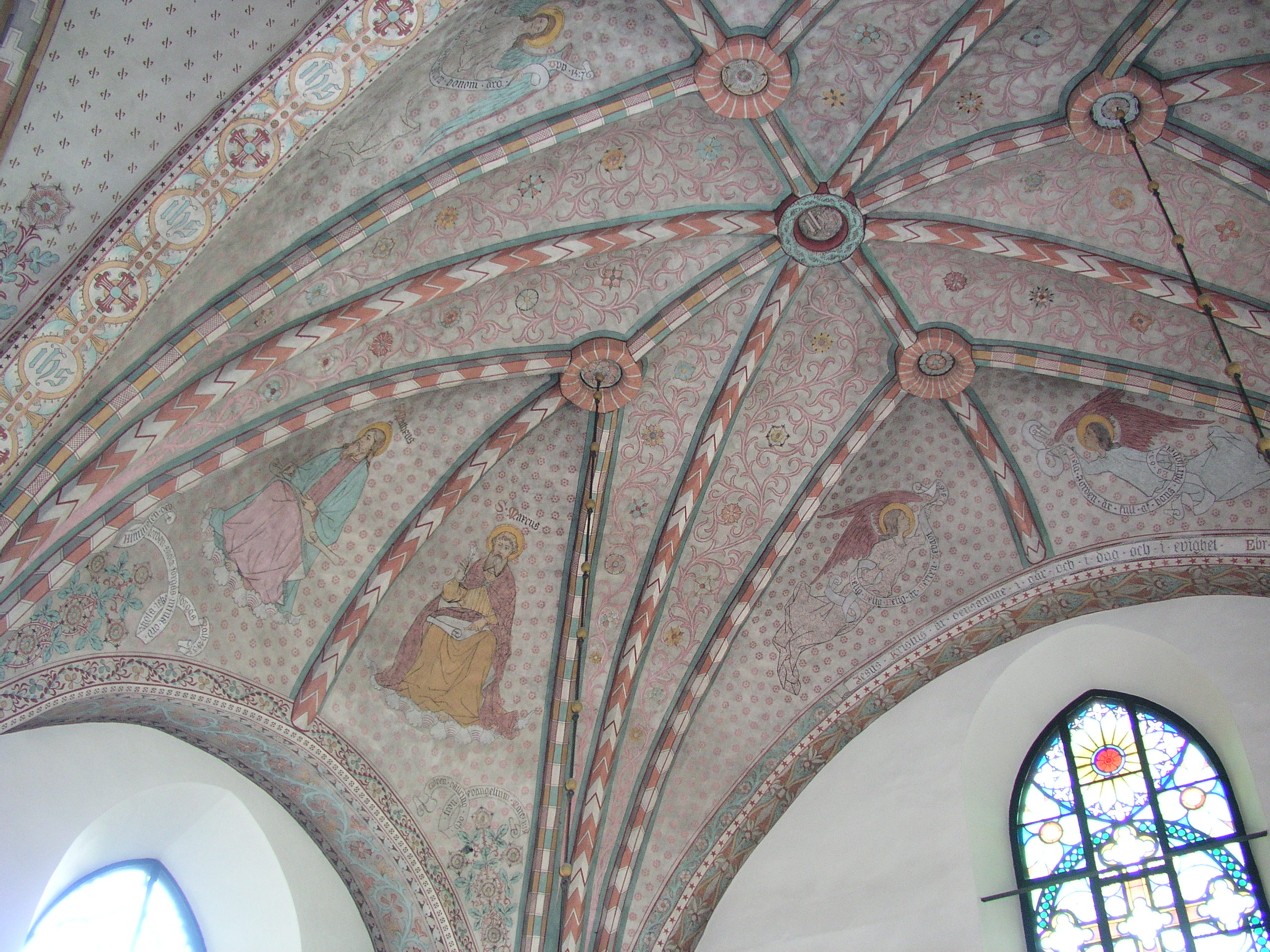
Kalkmålningar i Sorunda kyrka.

Urian Olofson (Yrjan) var en senmedeltida målare.
Urian Olofson avslutade 1549 dekorationsmålningen av det Bååtska gravkoret i Sorunda kyrka i Södermanland. Det unika med målningen är att den är signerad och daterad, vilket visar att den medeltida konstnärstraditionen i stil och komposition bevarats längre tid än man 
tidigare trott efter att målningen togs fram 1897–1898. Urian har i ena valbågen avslutat sitt arbete med att måla in texten Urian denne kor målat hafuer boman i våle härade och en bild av lyckohjulet samt årtal. Målningarna i gravkoret framställer Kristi himmelsfärd Den helige andens utgjutande, Yttersta domen, skildringar från Gamla testamentet, fyra profeter samt scener ur Jesu liv. Målningen är av medeltidskaraktär även om vissa personer framställs i Vasatidens dräkter. Kring scenerna är det målade inskrifter som förklarar bilden och händelsernas gång. Målningens underdel avslutas med målade draperier som är upphängda på ringar samt donatorns namn riksrådet Johan Pedersson Bååt och hans hustru Kristin Tott samt deras vapen. 